# محوطه‌های بت‌خواه
محوطه‌های بت‌خواه مربوط به تاریخی (دوره اشکانی و ساسانی) و سده‌های اولیه اسلامی است و در شهرستان کلات واقع شده و این اثر در تاریخ ۱۸ شهریور ۱۳۹۱ با شمارهٔ ثبت ۳۰۹۵۹ به‌عنوان یکی از آثار ملی ایران به ثبت رسیده است.